# Warvillers Churchyard Extension
Warvillers Churchyard Extension is een Britse militaire begraafplaats met gesneuvelden uit de Eerste Wereldoorlog, gelegen in het Franse dorp Warvillers (departement Somme). De begraafplaats werd ontworpen door William Cowlishaw en ligt naast het kerkhof aan de zuidelijke rand van het dorp. Ze heeft een onregelmatige vorm en is omgeven door een natuurstenen muur. Het Cross of Sacrifice staat direct aan de toegang dat wordt afgesloten door vier paaltjes met kettingen. De begraafplaats wordt onderhouden door de Commonwealth War Graves Commission.
Er worden 48 doden herdacht waarvan er 3 niet meer geïdentificeerd konden worden.

## Geschiedenis
De begraafplaats werd in augustus 1918 aangelegd door Canadese troepen.
Er liggen 13 Britten (waaronder 2 niet geïdentificeerde) en 35 Canadezen (waaronder 1 niet geïdentificeerde) begraven. Behalve één sneuvelden ze allemaal in augustus 1918.

## Graven
- George Emanuel Musgrave, korporaal bij de 5th (Royal Irish) Lancers werd onderscheiden met de Distinguished Conduct Medal (DCM).
- Henry Norwest, korporaal bij de Canadian Infantry werd tweemaal onderscheiden met de Military Medal (MM and Bar). Hij was een afstammeling van de Cree indianen en scherpschutter bij de Canadese infanterie met 115 geslaagde doelschoten. Hijzelf werd op 18 augustus 1918 door een vijandelijke scherpschutter gedood.
- R. Bater en J. McLachlan, beiden soldaat bij het Canadian Army Medical Corps ontvingen de Military Medal (MM).